# دائرة أفورار
دائرة أفورار هي إحدى دوائر إقليم أزيلال، التابع لجهة بني ملال خنيفرة، المملكة المغربية. تضم الدائرة 4 جماعات قروية، وبلغ عدد سكانها 36954 فرداً سنة 2004 حسب الإحصاء الرسمي للسكان والسكنى. يتبع للدائرة 11 مشيخة و54 دوار.

## التقسيمات الإداريّة
تعتبر دائرة أفورار إحدى الدوائر المشكّلة لإقليم أزيلال، وهو التقسيم الإداري من المستوى الرابع المعتمد في المغرب. ينقسم إقليم أزيلال إلى 42 جماعات قروية تختلف من حيث السكان والمساحة، والتي بدورها تنقسم إلى مشيخات تضم عدداً من الدواوير.